# برونو ألفيس دي سوزا
برونو ألفيس دي سوزا هو لاعب كرة قدم برازيلي في مركز الوسط، ولد في 13 سبتمبر 1992. لعب مع غيرسون سبور ونادي ناوتيكو.

## وصلات خارجية
- برونو ألفيس دي سوزا على موقع اتحاد تركيا (لاعب) (الإنجليزية)
- برونو ألفيس دي سوزا على موقع قاعدة بيانات كرة القدم.إي يو (الإنجليزية)
- برونو ألفيس دي سوزا على موقع Soccerway.com (الإنجليزية)
- برونو ألفيس دي سوزا على موقع عالم كرة القدم.نت (الإنجليزية)